# Evje
Evje este o localitate din comuna Evje og Hornnes, provincia Aust-Agder, Norvegia, cu o suprafață de 2,96 km² și o populație de 2.408 locuitori (2013).

## Personalități născute aici
- Helena Michaelsen (n. 1977), cântăreață.